# Novoselivka (Consejo de la aldea Artsyz)
Novoselivka  (ucraniano: Новоселівка) es una localidad del Raión de Bolhrad en el Óblast de Odesa de Ucrania. Según el censo de 2001, tiene una población de 508 habitantes.